# 15262 Abderhalden
15262 Abderhalden este un asteroid din centura principală de asteroizi.

## Descriere
15262 Abderhalden este un asteroid din centura principală de asteroizi. A fost descoperit pe 12 octombrie 1990 la Tautenburg de Freimut Börngen și Lutz Dieter Schmadel. Asteroidul prezintă o orbită caracterizată de o semiaxă mare de 3,21 ua, o excentricitate de 0,15 și o înclinație de 0,6° în raport cu ecliptica.